# Anna S
Anna S, pseudonimo di Anna Stenbäck (1981), è una cantante svedese.

## Biografia
Anna S è nata nell'agosto del 1981 ed è cresciuta nell'area Hisingen di Göteborg. Ha iniziato a prendere lezioni di ballo a 16 anni, e si è avvicinata al canto dopo le scuole superiori, quando ha iniziato a recitare in musical. È salita alla ribalta nell'estate del 2005 con il suo singolo di debutto, I Need You, che ha raggiunto l'8ª posizione della classifica svedese. Nella primavera del 2006 la sua Love You Forever ha conquistato l'11º posto della hit parade nazionale, anticipando l'album di debutto della cantante, I Need You, il 25 settembre dello stesso anno.

## Discografia

### Album
- 2006 – I Need You

### Singoli
- 2005 – I Need You
- 2005 – Perfect Love
- 2006 – Love You Forever
- 2006 – My Heart Is Dying